# De Dion-Bouton Type D

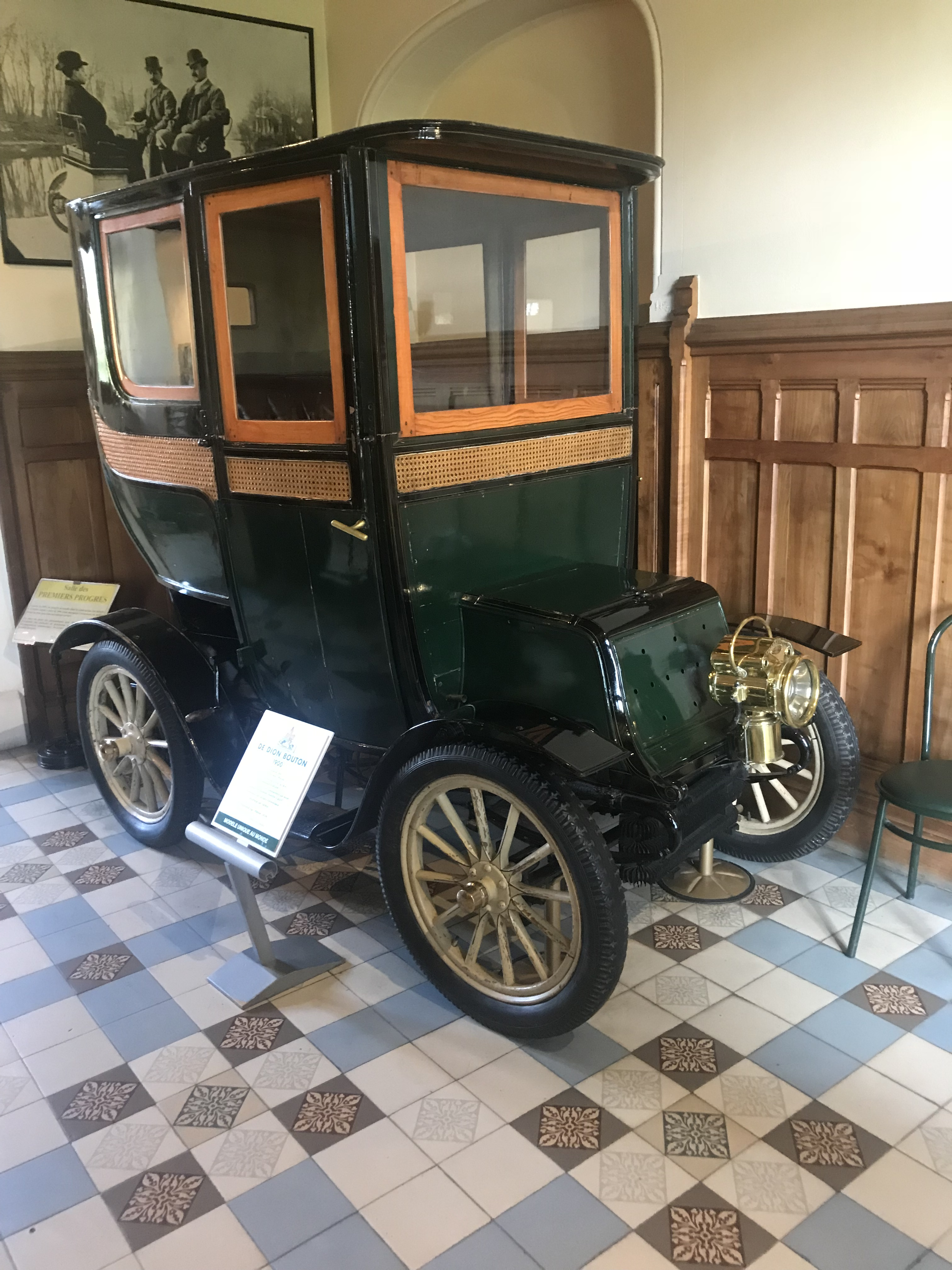
De Dion-Bouton Type D als Coupé

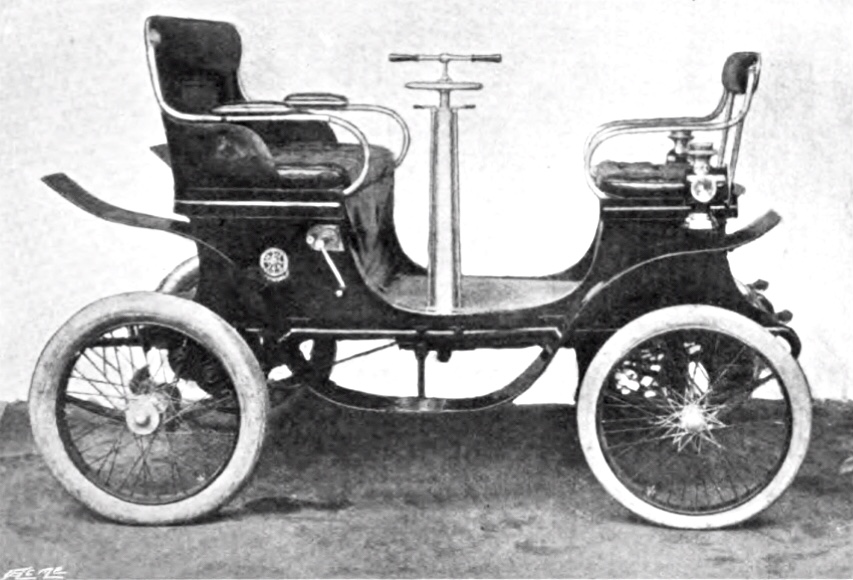
De Dion-Bouton Type D

Der De Dion-Bouton Type D ist ein Pkw-Modell aus der Anfangszeit des 20. Jahrhunderts. Hersteller war De Dion-Bouton aus Frankreich.

## Beschreibung
Das Modell gehört zur Baureihe De Dion-Bouton Vis-à-Vis. Es erhielt am 25. September 1899 seine Zulassung durch die nationale Behörde.
Ein De-Dion-Bouton-Einzylindermotor ist im Heck montiert. Er hat 80 mm Bohrung, 80 mm Hub und 402 cm³ Hubraum. Er leistet 3,5 PS bei 1500/min. Im Gegensatz zu den folgenden Modellen hat er einen waagerechten Auslass für die Abgase. Der Motor treibt über ein Zweiganggetriebe die Hinterachse an. Der Wasserkühler ist vor der Vorderachse angebracht. Die Höchstgeschwindigkeit betrug 20 km/h. Laut einer anderen Quelle war im ersten Gang eine Höchstgeschwindigkeit von 12 km/h und im zweiten Gang von 30 km/h erreichbar. Der Tank, der unter dem Fahrersitz angebracht war, hatte einen Inhalt von 8 Liter. Beim Verbrauch wurde mit 10 Liter auf 100 km gerechnet.
Die senkrecht stehende Lenksäule hat oben einen Lenkhebel zum Lenken, darunter ein Handrad zum Bedienen des Getriebes und darunter zwei Hebel, die die Drehzahl des Motors und somit die Geschwindigkeit beeinflussen. Ein Pedal wirkt auf das Differential. Nur beim Type D gibt es außerdem ein Pedal, das mit der Hacke bedient wird, und die Sekundärwelle abbremst. Bremsen auf die Räder gibt es original nicht. Allerdings wurden viele überlebende Fahrzeuge später damit ausgerüstet.
Ein Rohrrahmen bildet die Basis des Fahrzeugs. Als Radstand sind je nach Quelle 1550 mm und 1556 mm angegeben. Die Spurweite soll 113 cm im ersten Jahr und 114 cm im Jahre 1900 betragen haben. Andererseits heißt es, die Maße hätten sich nicht geändert. Eine Quelle nennt 1803 mm Länge und 1402 mm Breite. In einer englischen Anzeige von 1900 werden 650 Pfund angegeben, was umgerechnet 295 kg sind. Eine Quelle nennt 7¼ cwt entsprechend 329 kg.
Die Hinterachse war anfangs serienmäßig ungefedert. Eine Federung war gegen Aufpreis erhältlich und wurde in den meisten Fällen mitbestellt. Zumindest in diesen Fällen war es eine De-Dion-Achse. Heute ist kein existierendes Fahrzeug ohne Hinterradfederung bekannt. Die Radmuttern sind sechseckig auf einem runden Untergrund.
Oberhalb des Motors ist eine Sitzbank für den Fahrer und einen Beifahrer montiert. Davor befindet sich eine schmalere Bank für eine Person, die gegen die Fahrtrichtung ausgerichtet ist. Diese Sitzanordnung wird Vis-à-vis genannt.
Einige Fahrzeuge erhielten eine geschlossene zweisitzige Karosserie, die als Coupé bezeichnet werden kann. Ein Exemplar ist im Musée Henri Malartre in Rochetaillée-sur-Saône ausgestellt.
1900 wurde die Produktion eingestellt. Nachfolger wurde der De Dion-Bouton Type E.

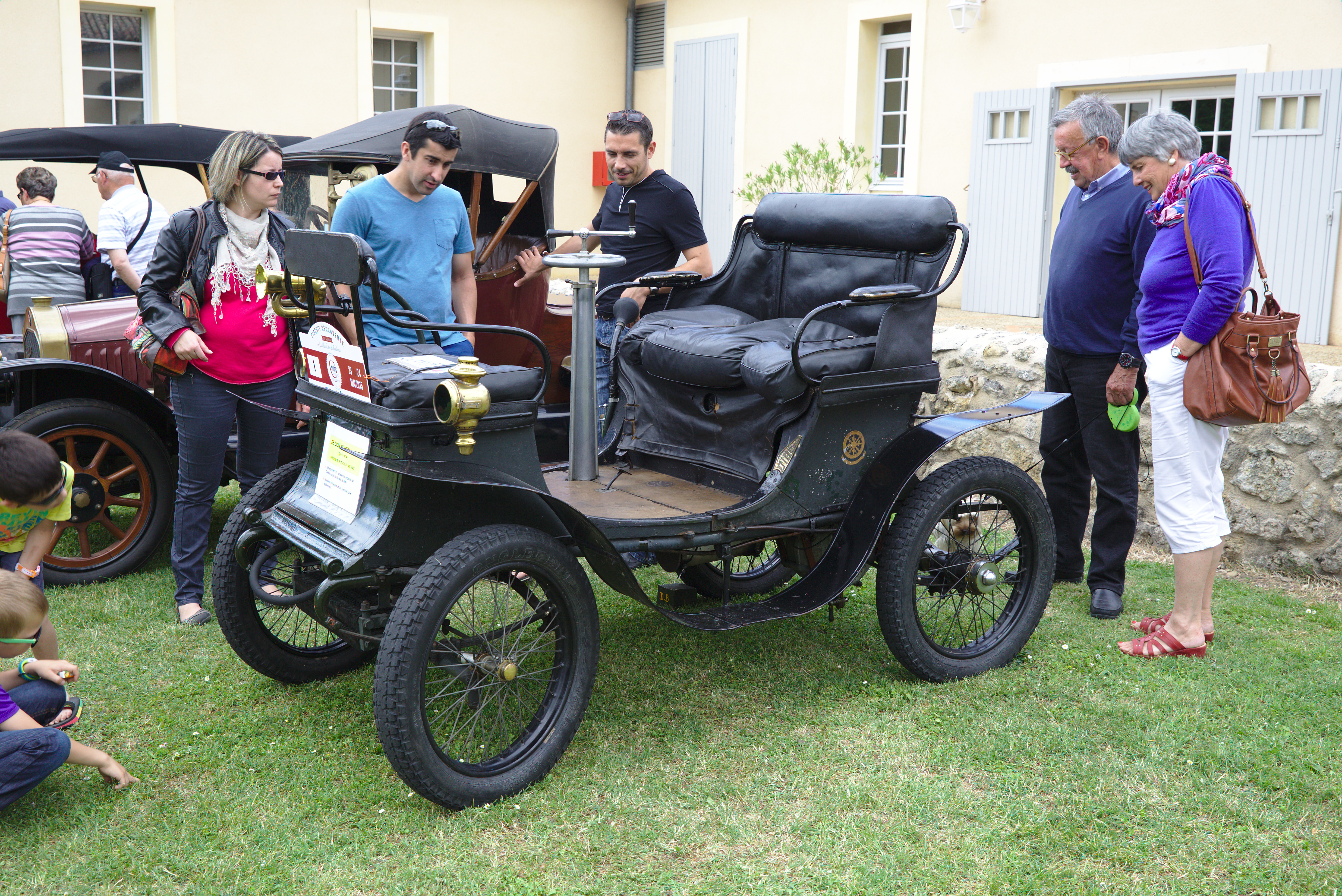
original mit Handrad als Gangschaltung, Hackenbremse und Radmuttern
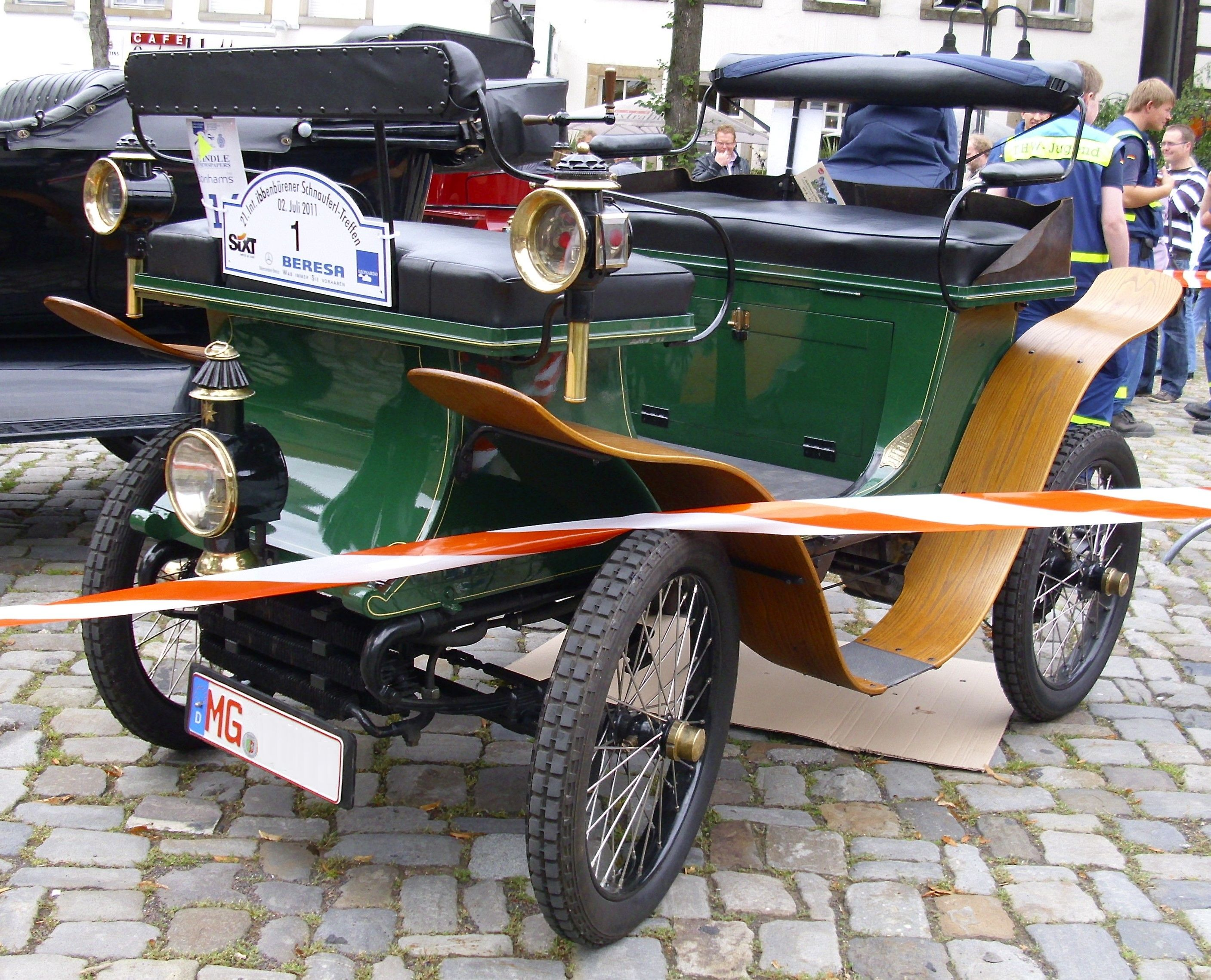
laut Typenschild ein Type D, aber offensichtlich modifiziert